# قصر السلاملك
قصر السلاملك يقع على ساحل البحر الأبيض المتوسط بمنطقة المنتزة بالإسكندرية، شيد هذا القصر على يد الخديوي عباس حلمي الثاني عام 1892 ليكون أستراحة له ولصديقته المجرية الكونتيسة «ماي توروك هون زندو» والتي تزوجها فيما بعد وعرفت باسم جويدان هانم.
و يعد هذا القصر من أهم المباني المشيدة في قصر المنتزه وقد كان المقر الصيفي الملكي للملك والملكة قبل تشييد قصر الحرملك عام 1925. وعن تسمية القصر فكلمة السلاملك تعني المكان المخصص لأستقبال وأجتماع الرجال (على العكس من الحرملك) وفي عهد الملك فاروق خصص القصر ليكون مكتبا خاصا للملك ومقرا للضيافة الخاصة بأيواء ضيوف الملك.

## أقسام القصر
يحتوي القصر على أربعة عشر جناح وستة غرف فاخرة وأهم هذه الأجنحة الجناح الملكي الخاص بالملك والذي يطل مباشرة على حدائق المنتزة وشرفته يمكنها استيعاب حوالي مائة فرد. و يحتوي القصر أيضا على الحجرة البلورية التي خصصت للملكة حيث سميت بهذا الاسم نظرا لكون كل ما تحويه قد صنع من البلور والريستال الأزرق النقي. في حديقة القصر يوجد العديد من المدافع الحربية الأيطالية الصنع حيث أحضرها الملك أحمد فؤاد من أيطاليا وذلك بهدف تحصين وتأمين القصر ضد أي هجوم طارئ من جهة البحر على القصر.
وفي خلال فترة الحرب العالمية الأولى من 1914-1918 تم استخدام القصر كمستشفى عسكري ميداني للجنود الأنجليز.
وبعد حركة الجيش في 23 يوليو 1952 تم تحويل القصر إلى فندق حيث تولت أدارته شركة سفنكس السياحية ثم أعقبتها في الثمانينيات شركة سان جيوفاني والتي قامت بترميمه وتجديده وفي عام 2014 حصلت شركة ستانلي للاستثمار والتطوير العقاري علي حق انتفاع قصر السلاملك كفندق لمدة 10 سنوات وجدير بالذكر ان القصر يحوي كثير من أثاثه مثل: سرير الملكة نازلي وبعض مقتنيات الملك فاروق الخاصة بمكتبه.

## معرض الصور

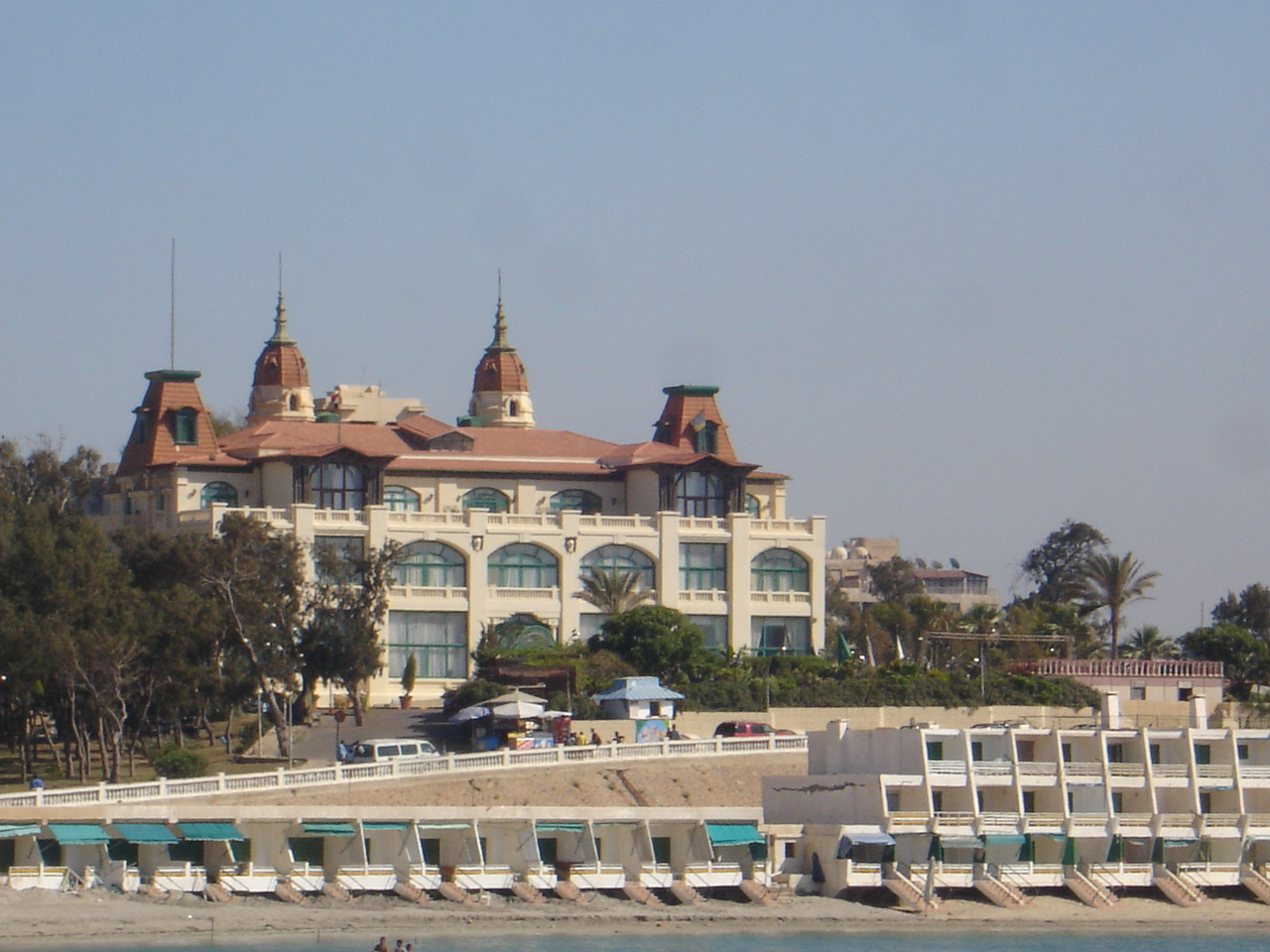
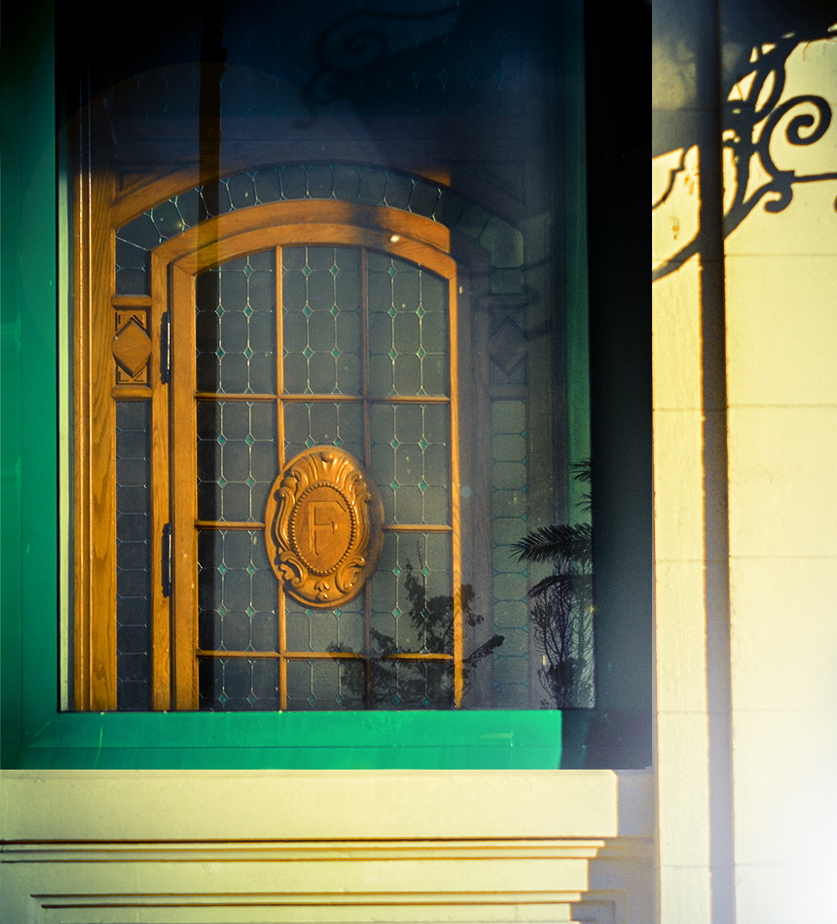
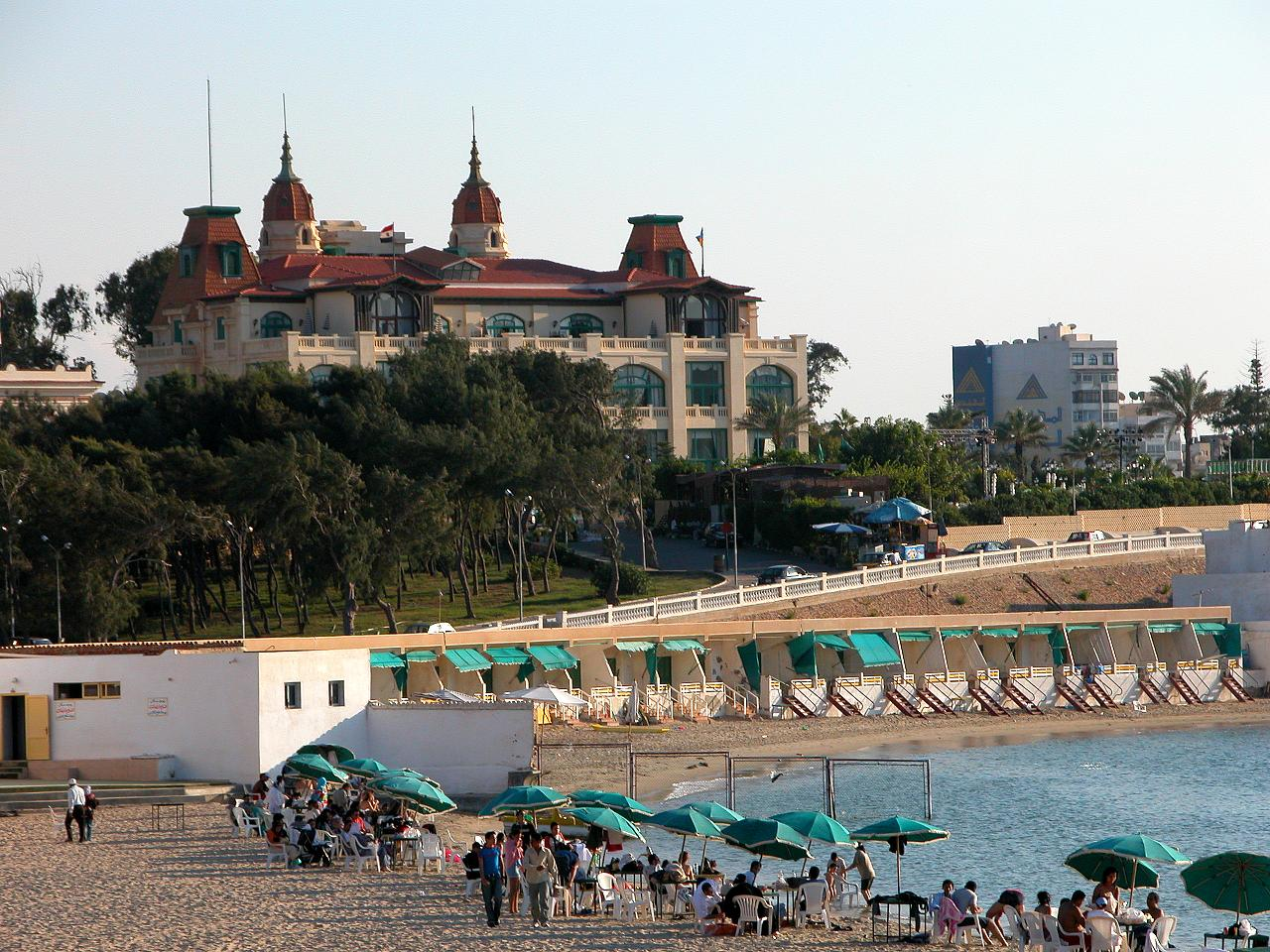
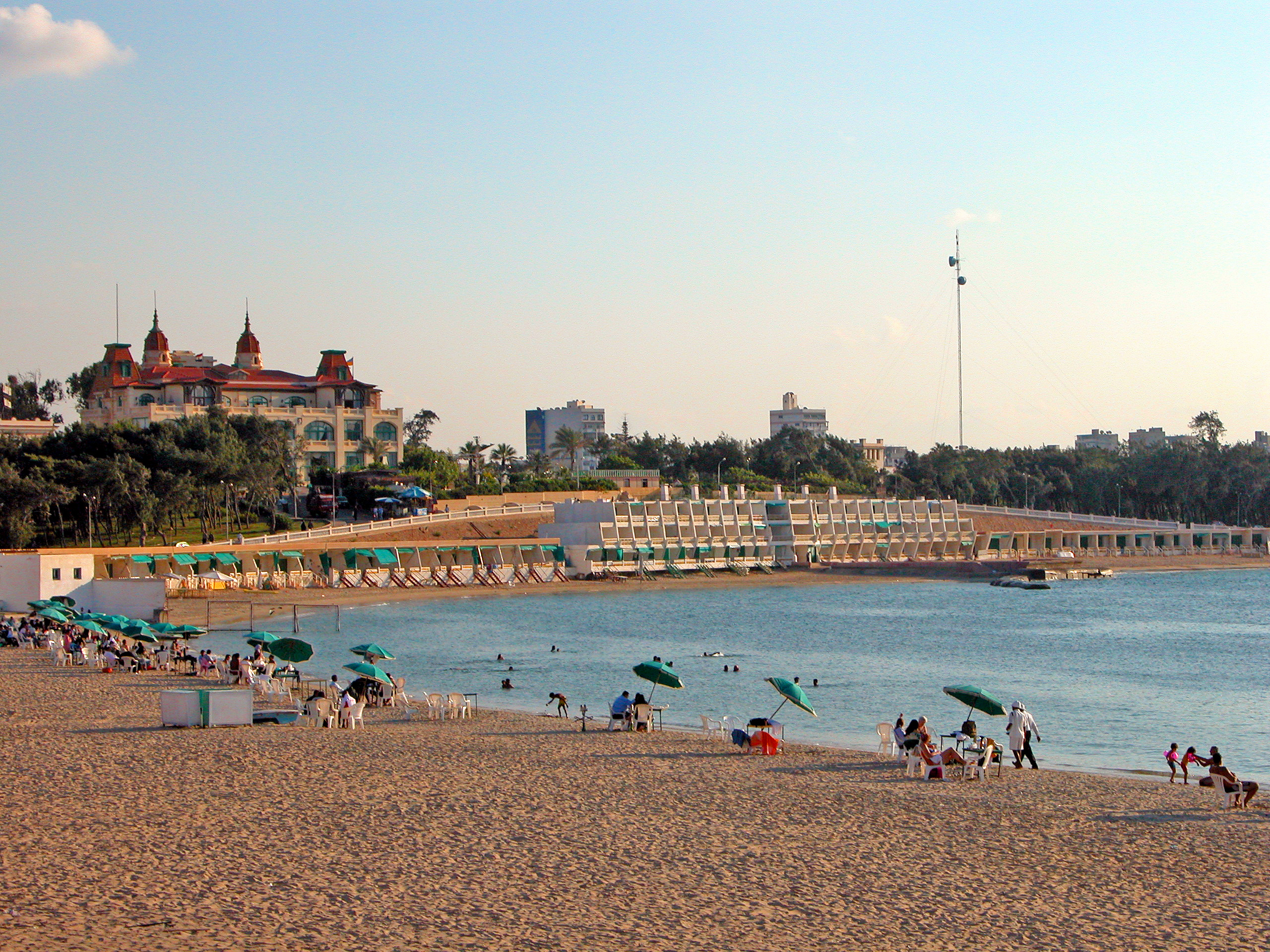
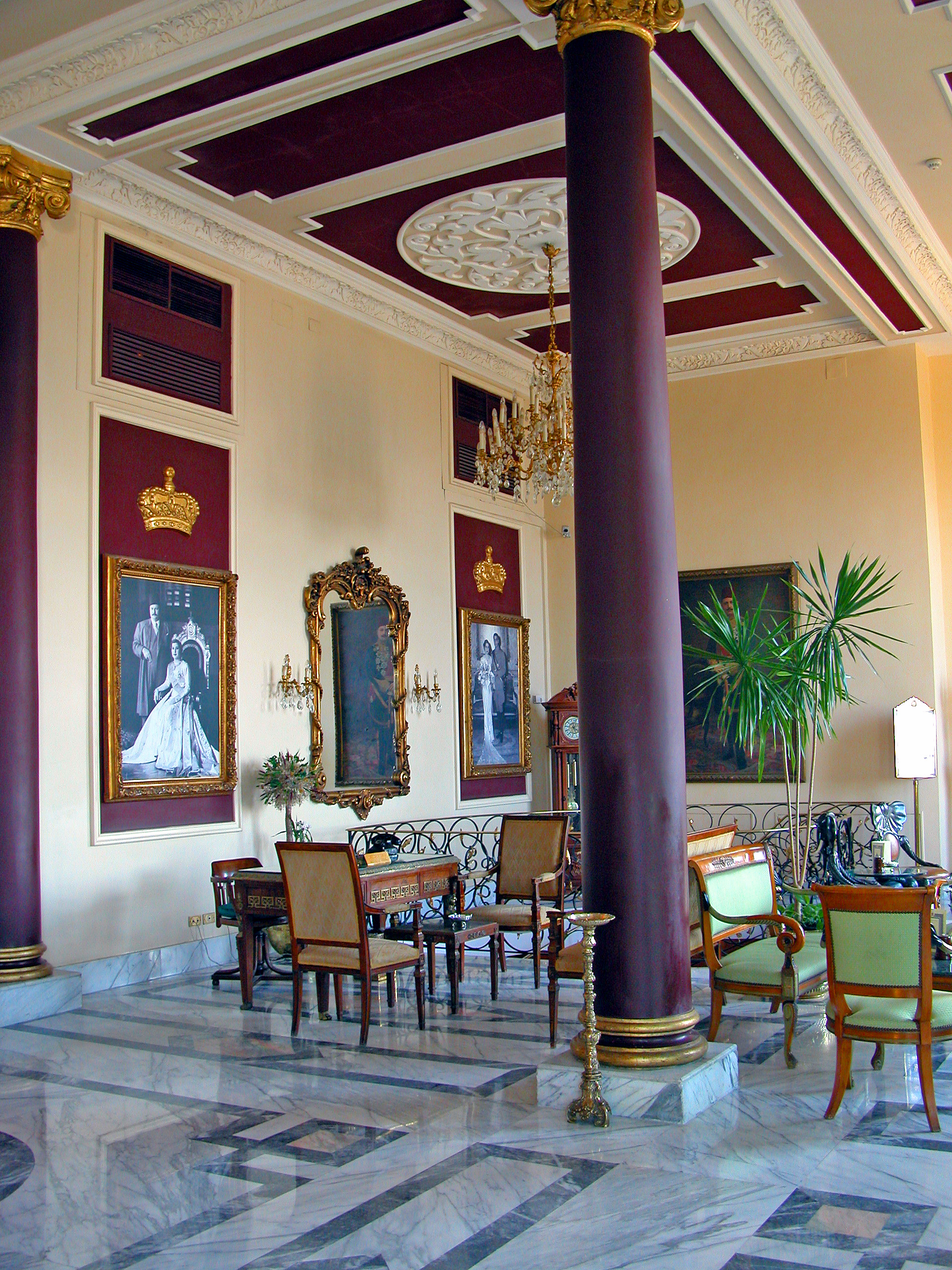
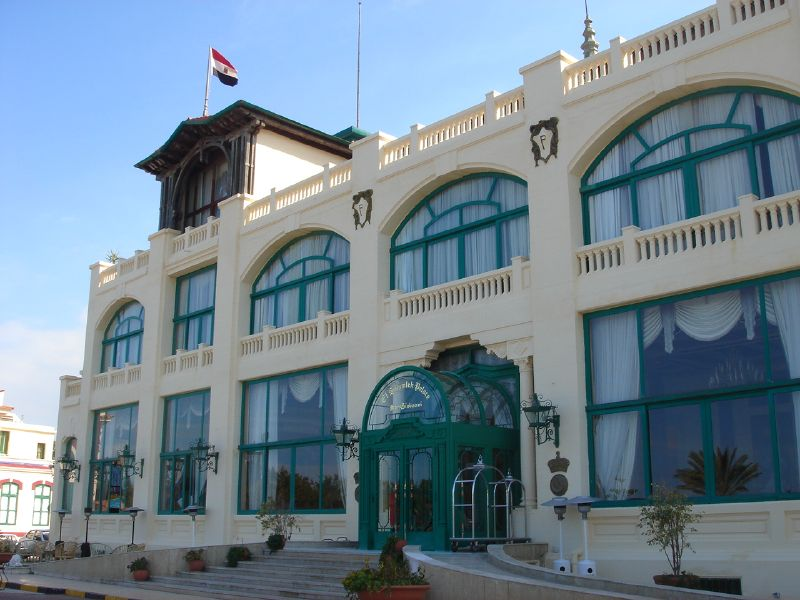
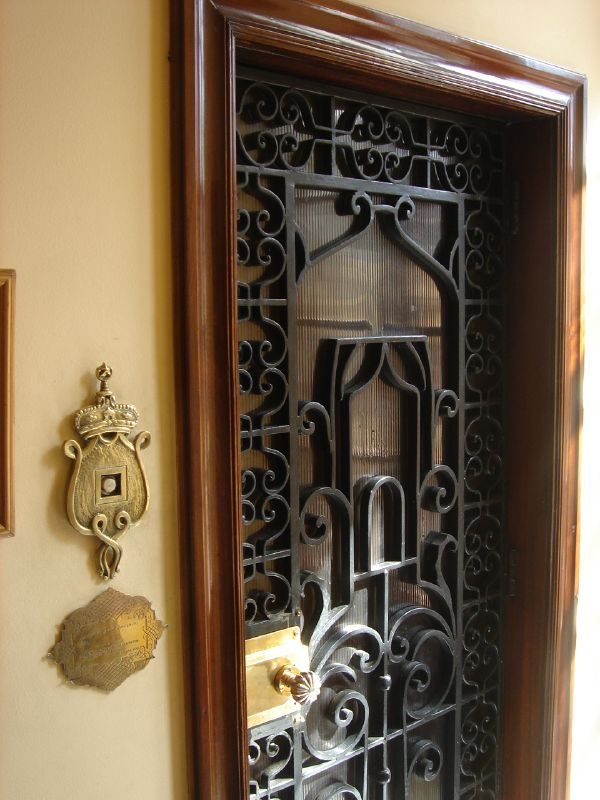
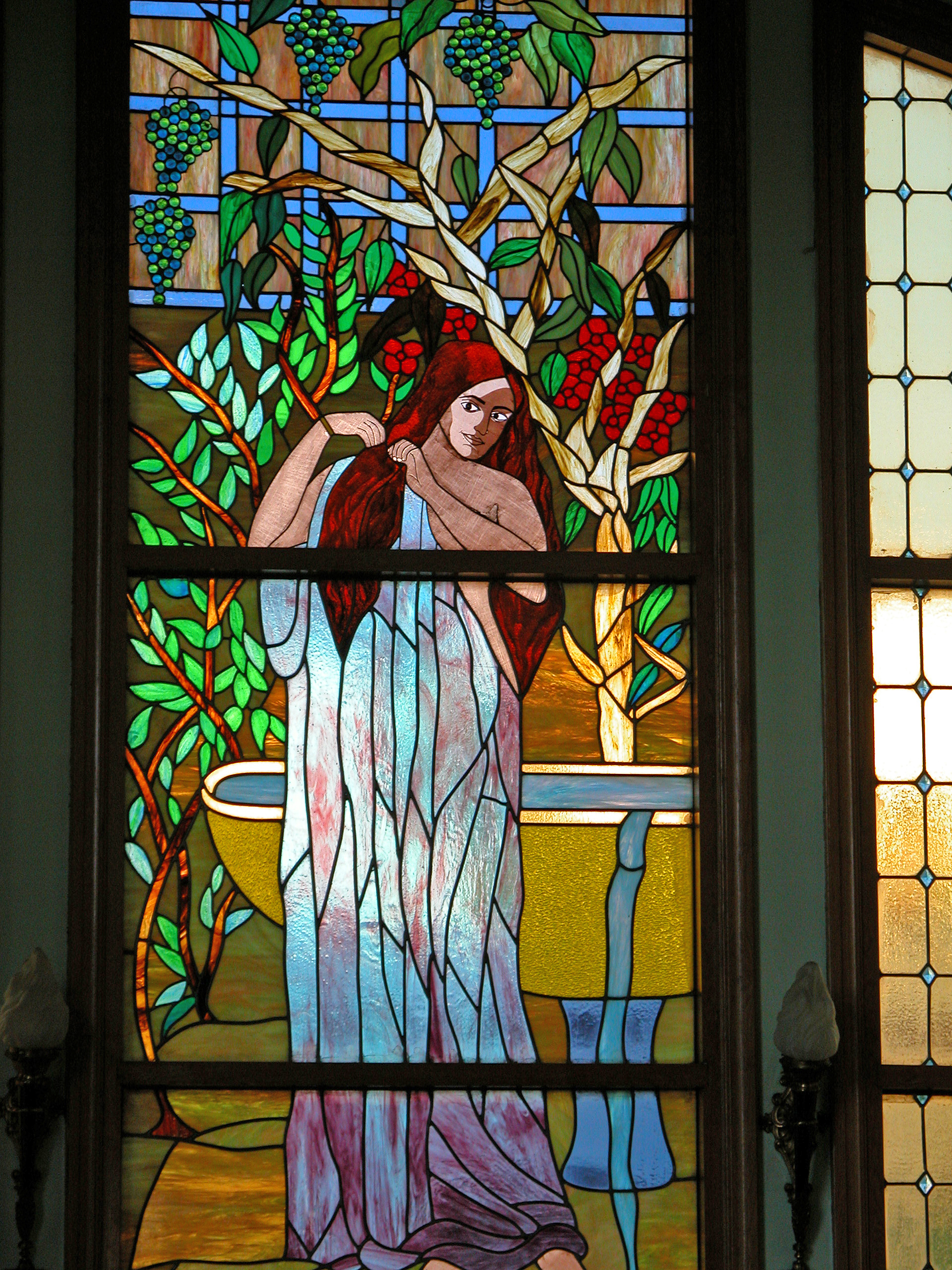
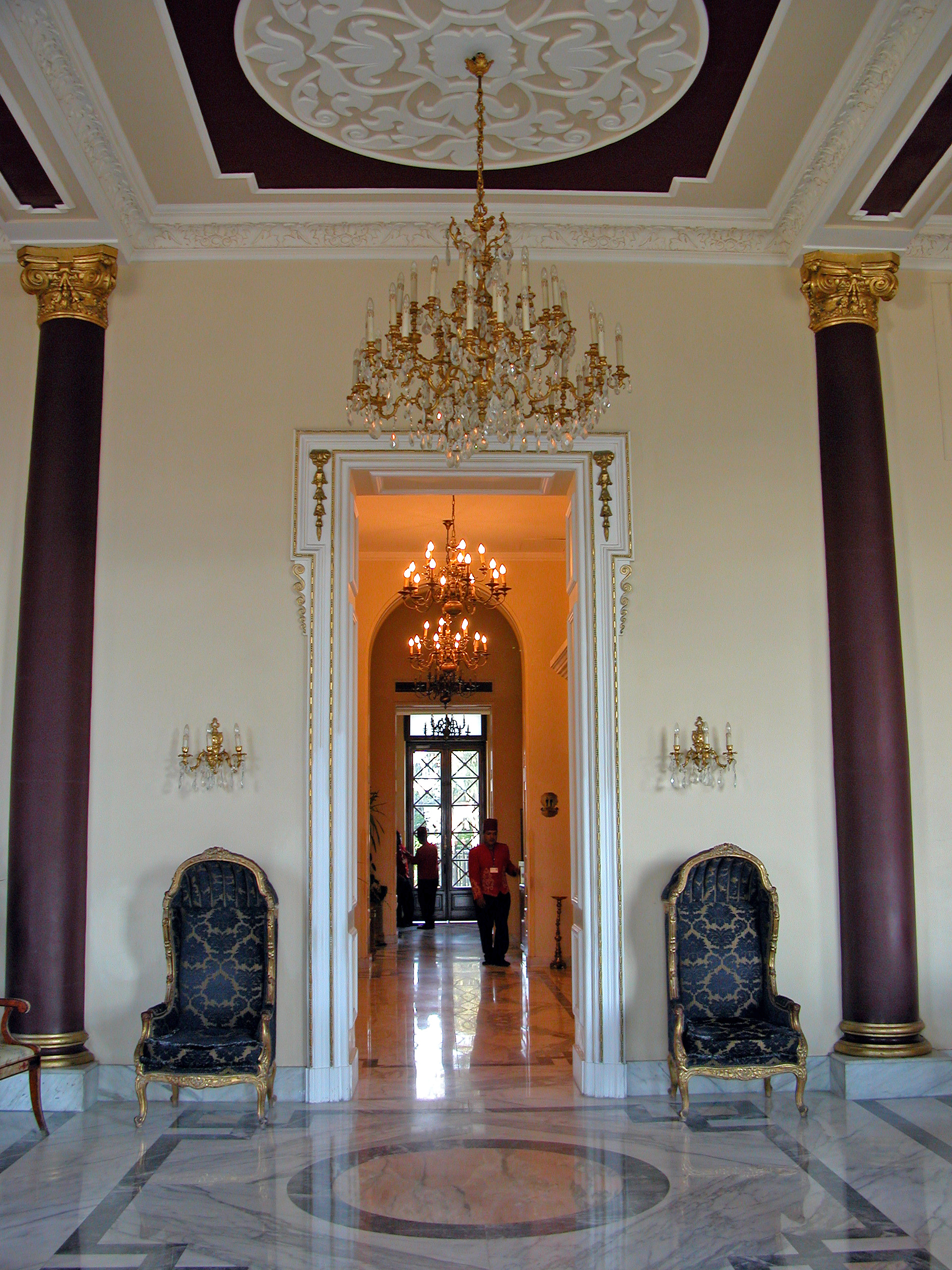